# Urkundkopf
De Urkundkopf is een 2898 meter hoge berg in de Ötztaler Alpen in het Oostenrijkse Tirol.
De berg ligt in de Weißkam, ten westen van de Taschachferner, ten noorden van de 3197 meter hoge Pitztaler Urkund en ten zuiden van het Taschachhaus. Een beklimming van de berg begint dan ook bij deze berghut, waarbij een pad langs de oostelijke zijde van de berg loopt. De berg wordt regelmatig beklommen in een klim naar de top van de Pitztaler Urkund.